# كارلوس سيبالوس
كارلوس سيبالوس (بالإسبانية: Carlos Ceballos)‏ هو لاعب كرة قدم كولومبي، ولد في 13 سبتمبر 1981 في كالي في كولومبيا. لعب مع أتليتيكو رافائيلا.

## وصلات خارجية
- كارلوس سيبالوس على موقع قاعدة بيانات كرة القدم.إي يو (الإنجليزية)
- كارلوس سيبالوس على موقع Soccerway.com (الإنجليزية)